# Apharsatus
Apharsatus är ett släkte av skalbaggar. Apharsatus ingår i familjen långhorningar.
Kladogram enligt Catalogue of Life:
| Apharsatus | \| \| Apharsatus fallaciosus \| \| \| \| \| \| Apharsatus multicostatus \| \| \| \| |
|            | \| \| Apharsatus fallaciosus \| \| \| \| \| \| Apharsatus multicostatus \| \| \| \| |
|            | Apharsatus fallaciosus                                                              |
|            |                                                                                     |
|            | Apharsatus multicostatus                                                            |
|            |                                                                                     |